# Пиночет, Лусия
Инес Лусия Пиночет Ириарт (исп. Inés Lucía Pinochet Hiriart; род. 14 декабря 1943 года, Сантьяго) — чилийская политическая деятельница, старшая дочь Аугусто Пиночета. Являлась одним из идеологов военной хунты в 1973—1990. После ухода генерала Пиночета с президентского поста — активистка правой оппозиции, депутат муниципального совета одного из округов Сантьяго. Подвергалась аресту по обвинению в финансовых махинациях.

## Идеолог режима Пиночета
Родилась в семье будущего диктатора Чили Аугусто Пиночета, на тот момент лейтенанта чилийской армии. Окончила Чилийский университет, получила специальность педагога и искусствоведа.
При правлении генерала Пиночета его старшая дочь играла заметную роль в идеолого-пропагандистском обеспечении режима военной хунты. Лусия Пиночет возглавляла Корпорацию национальных исследований, Национальный фонд культуры, Профессиональный институт высших исследований. Эти учреждения, особенно первое, разрабатывали концепции, обосновывающие политику Пиночета с позиций чилийской национальной культуры и традиций испаноязычного мира.
После ухода Аугусто Пиночета с президентского поста в 1990 году Лусия Пиночет продолжала общественно-политическую деятельность. Она состояла в руководстве правоконсервативного Движения национального действия, была членом совета директоров Фонда Аугусто Пиночета. В 2004—2012 являлась депутатом муниципального совета 23-го округа Сантьяго (включает коммуны Витакура, Лас-Кондес и Ло-Барнечеа, считающиеся оплотами правых сил).
Аугусто Пиночет скончался 10 декабря 2006 года. На траурном собрании Лусия Пиночет назвала переворот 11 сентября 1973 «пламенем свободы». Она призывала к объединению правых сил — Альянса за Чили, Независимого демократического союза и других — в единую коалицию, которая предотвратит «эволюцию влево, к популизму типа Чавеса».

## Обвинения и аресты
В январе 2006 полиция Чили арестовала нескольких членов семьи Пиночета — жену, двух сыновей и двух дочерей — по обвинению в уклонении от уплаты налогов. Несколько дней спустя они были освобождены под залог. Лусия Пиночет тайно перебралась из Чили через Аргентину в США. В вашингтонском аэропорту она была задержана полицией. Власти США отказали ей в политическом убежище и депортировали в Чили. В Сантьяго Люсию Пиночет арестовала чилийская полиция по аналогичному обвинению. Вскоре она также была освобождена.
В октябре 2007 вдова и пятеро детей Аугусто Пиночета, в том числе Лусия Пиночет, вновь были арестованы по обвинению в незаконном размещении 27 млн долларов на иностранных банковских счетах. Адвокат семьи Пиночет Пабло Родригес (бывший лидер ультраправой организации Родина и свобода, затем юридический советник президента Пиночета) назвал арест «незаконным и оскорбительным» и вскоре добился освобождения арестованных под залог. Сама Лусия Пиночет категорически отвергала обвинения, говорила о трудностях даже в получении законного наследства и называла себя «небогатым человеком».
Вскоре после повторного ареста Лусия Пиночет была вновь избрана муниципальным депутатом. Итоги выборов она расценила как демонстрацию политической поддержки и уважения к её отцу.

## Личная жизнь
Лусия Пиночет трижды была замужем и имеет троих детей. Родриго Гарсиа Пиночет — сын Люсии Пиночет от брака с Эрнаном Гарсиа Барселатто — будучи десятилетним ребёнком, находился рядом с Аугусто Пиночетом в момент покушения 7 сентября 1986 и получил ранение. Как и его мать, Гарсиа Пиночет является активным правым политиком.
В 1992, во время поездки в Майами, Лусия Пиночет сблизилась с Роберто Тиеме, бывшим руководителем военизированного крыла «Родины и свободы». Этот брак не получил одобрения Аугусто Пиночета, поскольку ультраправый радикал Тиеме являлся его политическим противником.
Третьим мужем Люсии Пиночет стал Рикардо Гарсиа Родригес, бывший министр в правительствах Аугусто Пиночета.